# Cleomenes copei
Cleomenes copei là một loài bọ cánh cứng trong họ Cerambycidae.